# Zakros
Zakros (Ζάκρος) ou Kato Zakros est une ancienne ville et port de commerce de la civilisation minoenne situé à l'extrémité de la côte orientale de la Crète à 45 kilomètres au sud-est de Sitía.

## Histoire
Au début du IIe millénaire av. J.-C., le site voit l'émergence d'une agglomération urbaine qui donne ensuite naissance à un palais, dont les vestiges ont été mis au jour en 1961 par Nikólaos Pláton. 
Ce premier palais, à l'instar des trois autres palais crétois, Cnossos, Malia et Phaistos, est assez mal connu.
Il a été construit vers 1700/1650 av. J.-C., peut-être 1900 et a été détruit avec ceux de Cnossos, Malia et Phaistos, probablement à la suite d'un tremblement de terre. 
Le palais est reconstruit aussitôt, vers 1600 av. J.-C., avant d'être finalement détruit une seconde fois, comme les autres, vers 1450 av. J.-C. (On trouve aussi 1370/1350 av. J.-C.). Les vestiges permettent néanmoins d'affirmer qu'il s'agissait d'édifices monumentaux.

## Le site

Carte de la Crète minoenne.

Ce second palais dont subsistent les ruines s'étend sur une surface de 7 000 m², de 10 000 m² en incluant les bâtiments annexes. La construction et les décors semblent avoir été assez pauvres ce qui laisse penser à certains spécialistes que ce palais n'a jamais abrité un roi mais plutôt un haut dignitaire responsable du commerce extérieur ou de la flotte. Pour d'autres il était non seulement une résidence permanente de la famille royale mais également le centre administratif, commercial et religieux de la région.
Le palais de Zakros appartient au type du palais minoen, composé d'une cour centrale entourée d'ailes de bâtiments, avec des corridors labyrinthiques et un grand nombre de pièces. Il possède ainsi une cour centrale rectangulaire et quatre ailes dont les plus importantes sont celles de l'est et de l'ouest. Autour de la cour s'organisent des quartiers fonctionnels comportant des magasins de stockage et des pièces à fonction religieuse. Il y a quatre entrées, la plus imposante est celle du port (porte est). 
La cour centrale a la particularité de ne pas être orientée nord-sud comme dans les autres palais, on y trouve un autel et des ateliers. Il semble que l'on y préparait des parfums. 
L'aile ouest est composée du sanctuaire, où ont été retrouvés des lingots de cuivre et trois défenses d'éléphants, et de deux grandes salles où l'on a découvert entre autres, le rhyton en forme de tête de taureau et des outils en bronze.

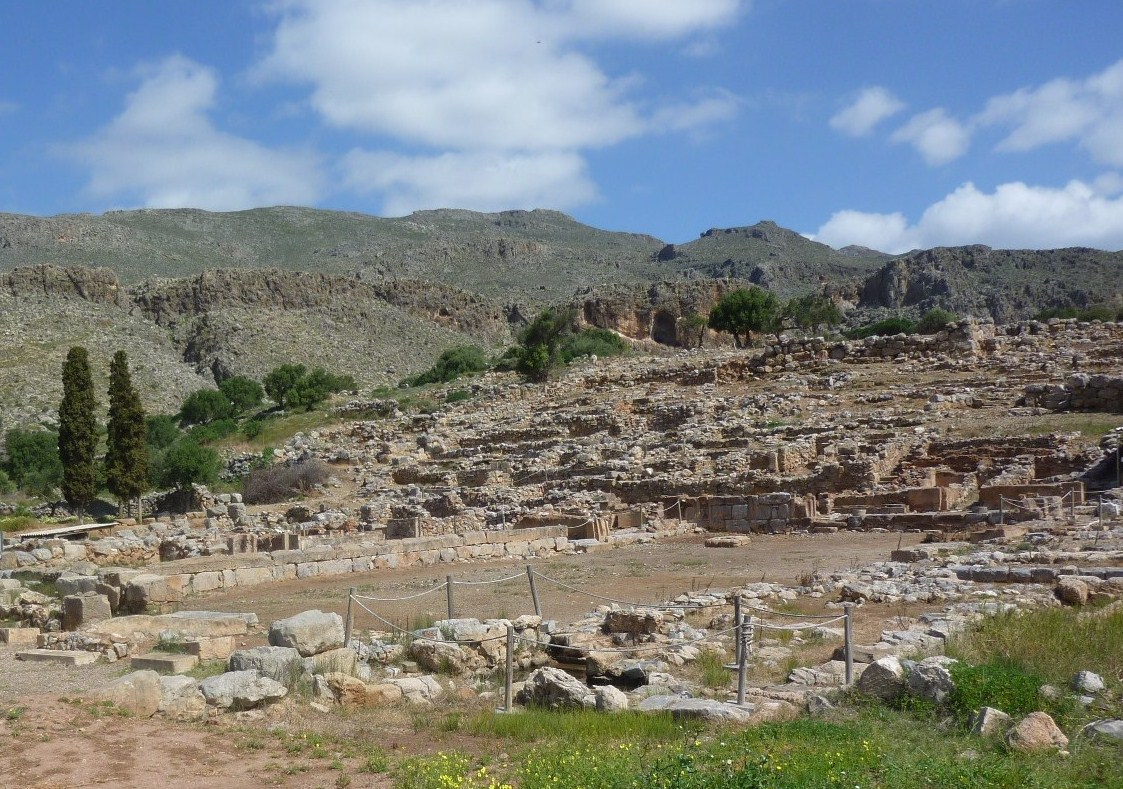
La cour centrale.
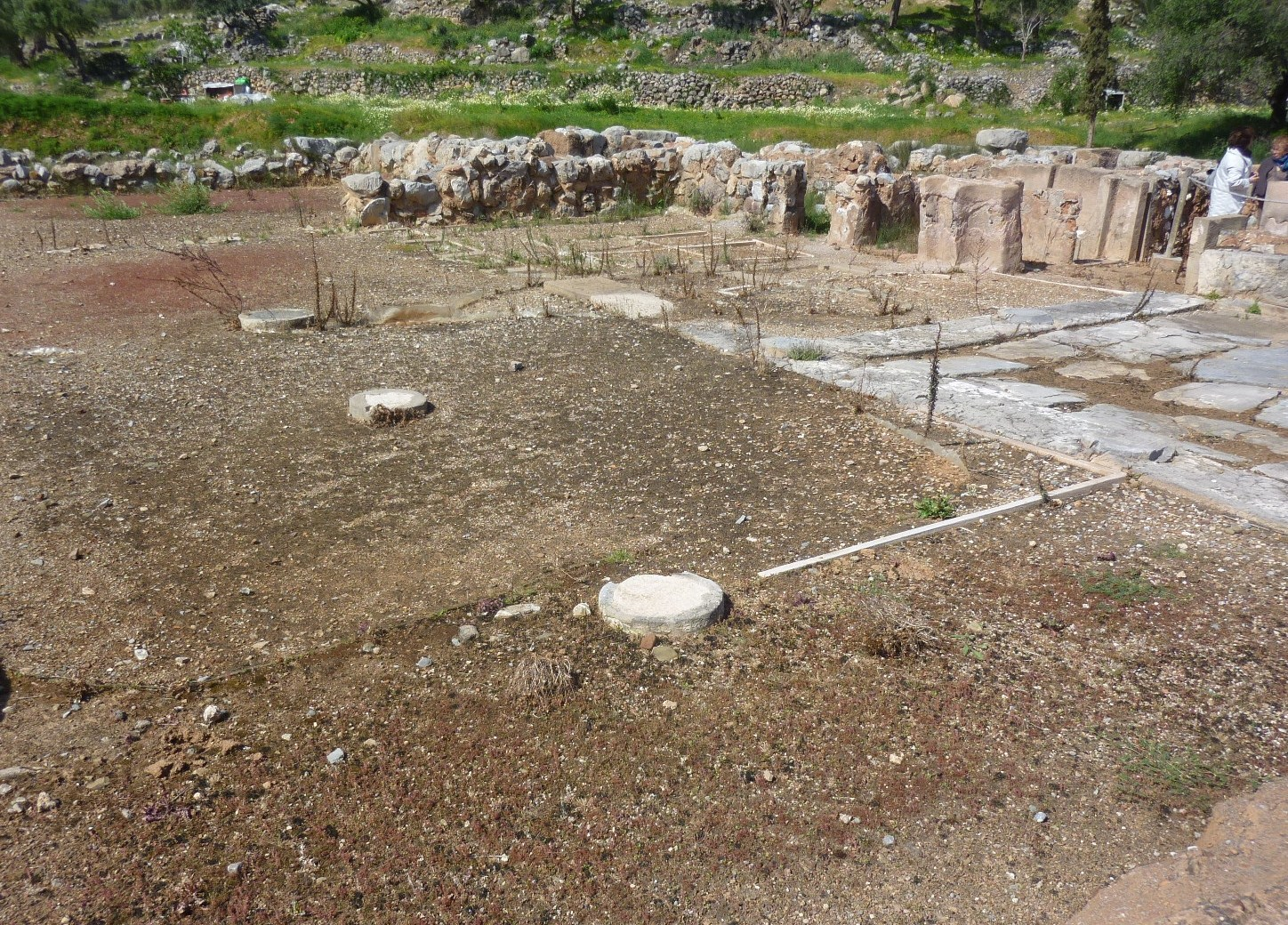
Hall ou cuisine.
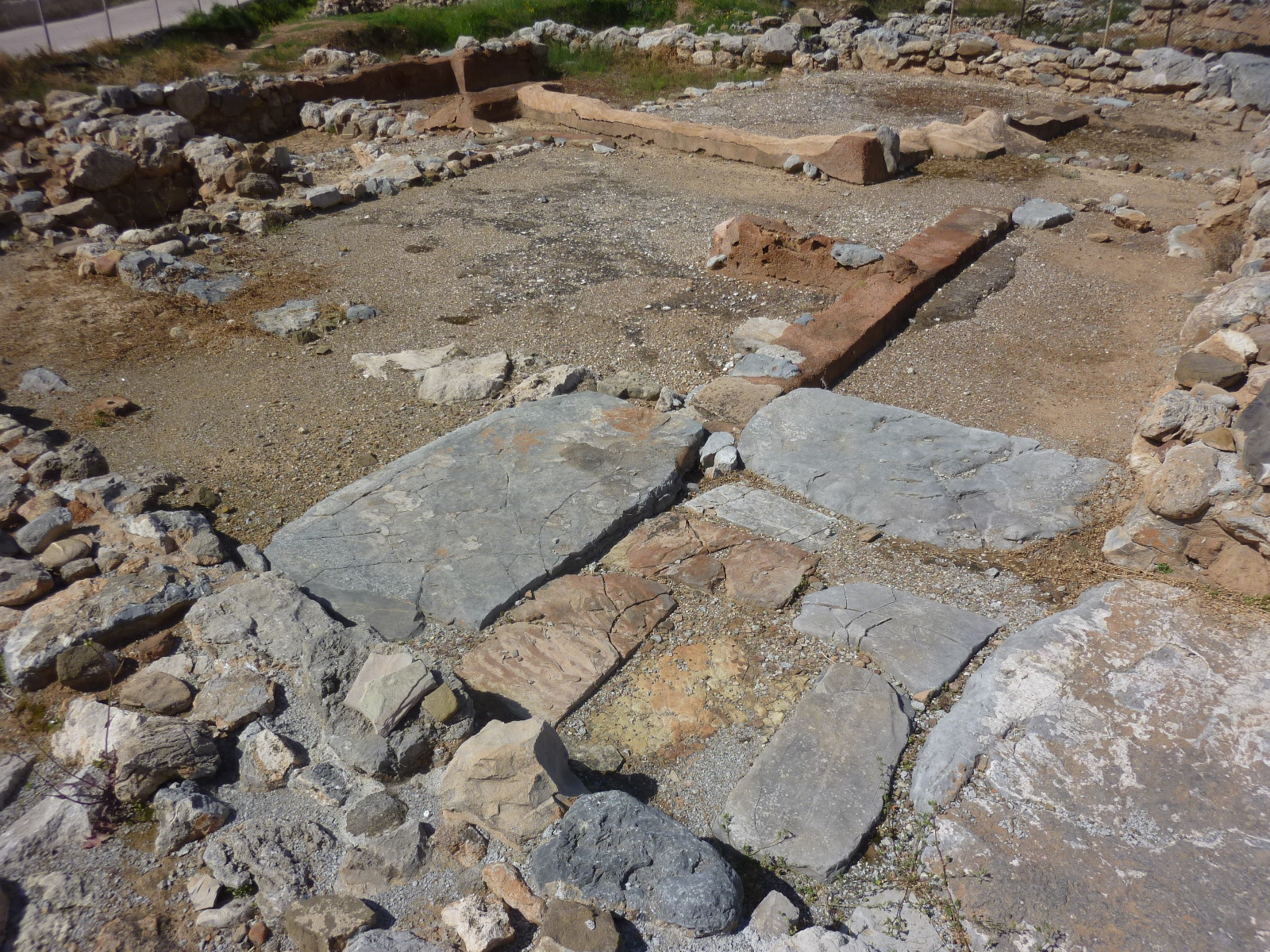
Ateliers de l'aile sud-ouest.
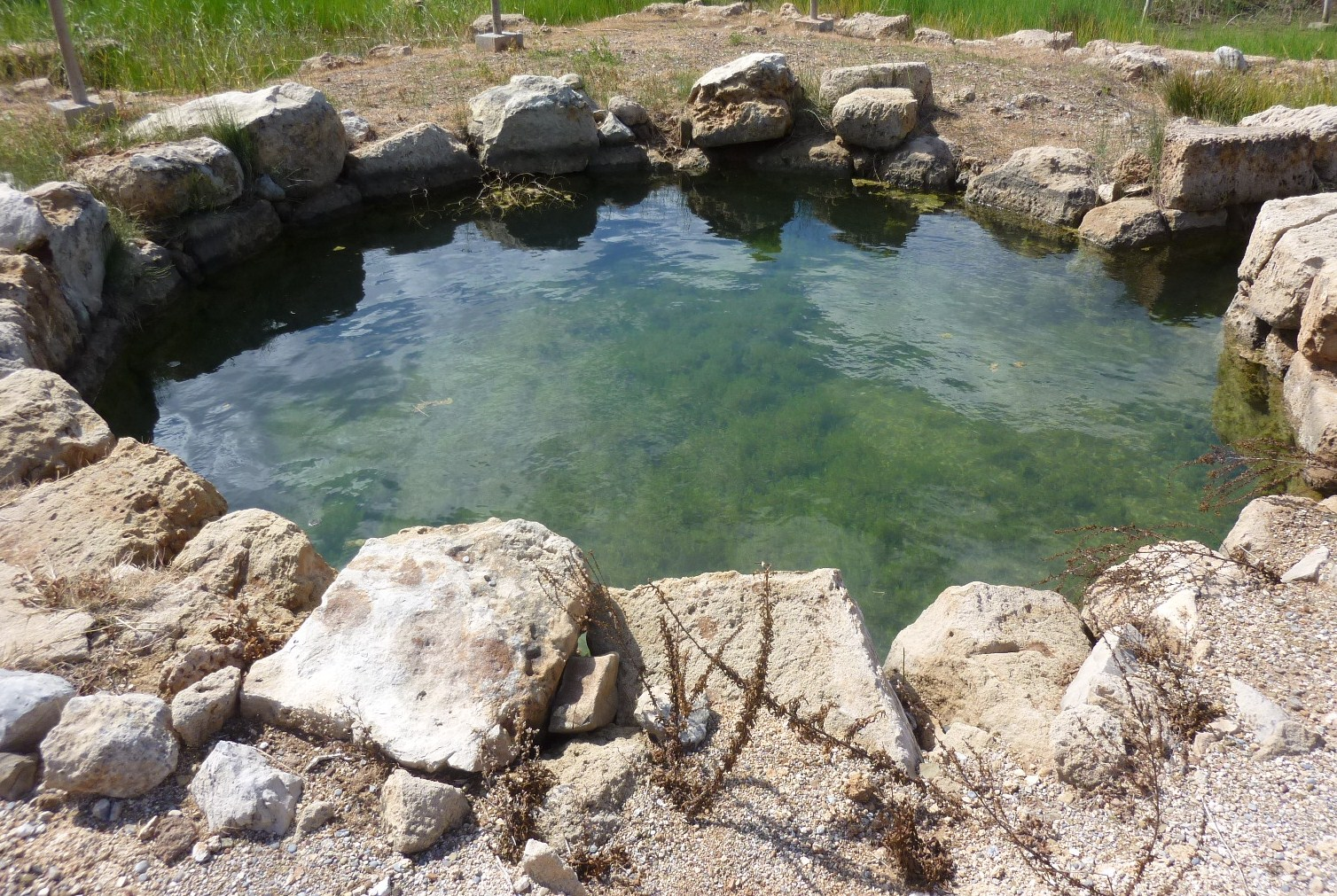
Un bassin.

## Objets trouvés
Les fouilles entreprises ont permis de mettre au jour plus de 10 000 objets, conservés aux musées archéologiques d'Héraklion et de Sitía (en), dont beaucoup sont considérés comme uniques.

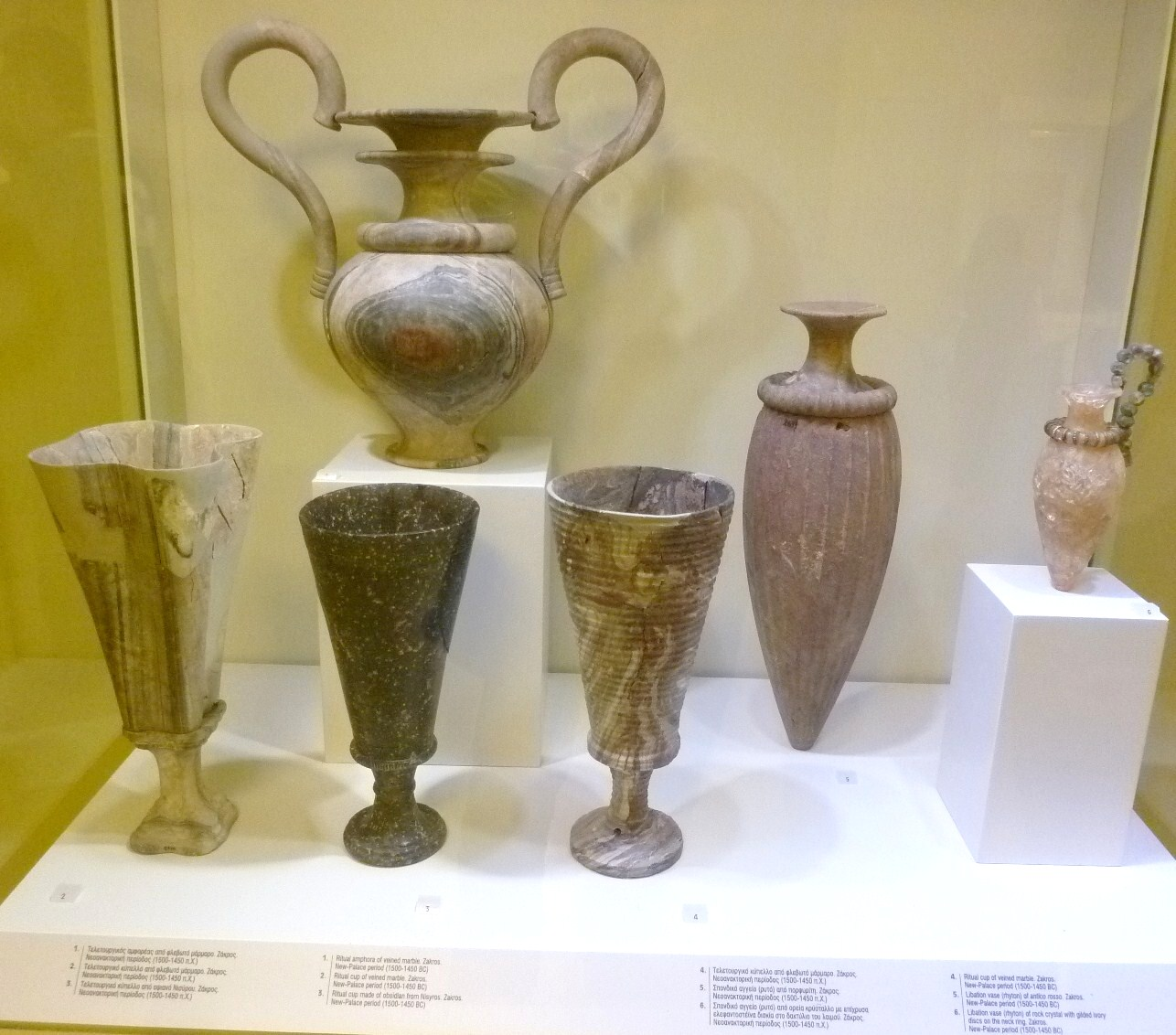
Vases, vers -1450 (Musée d'Héraklion)
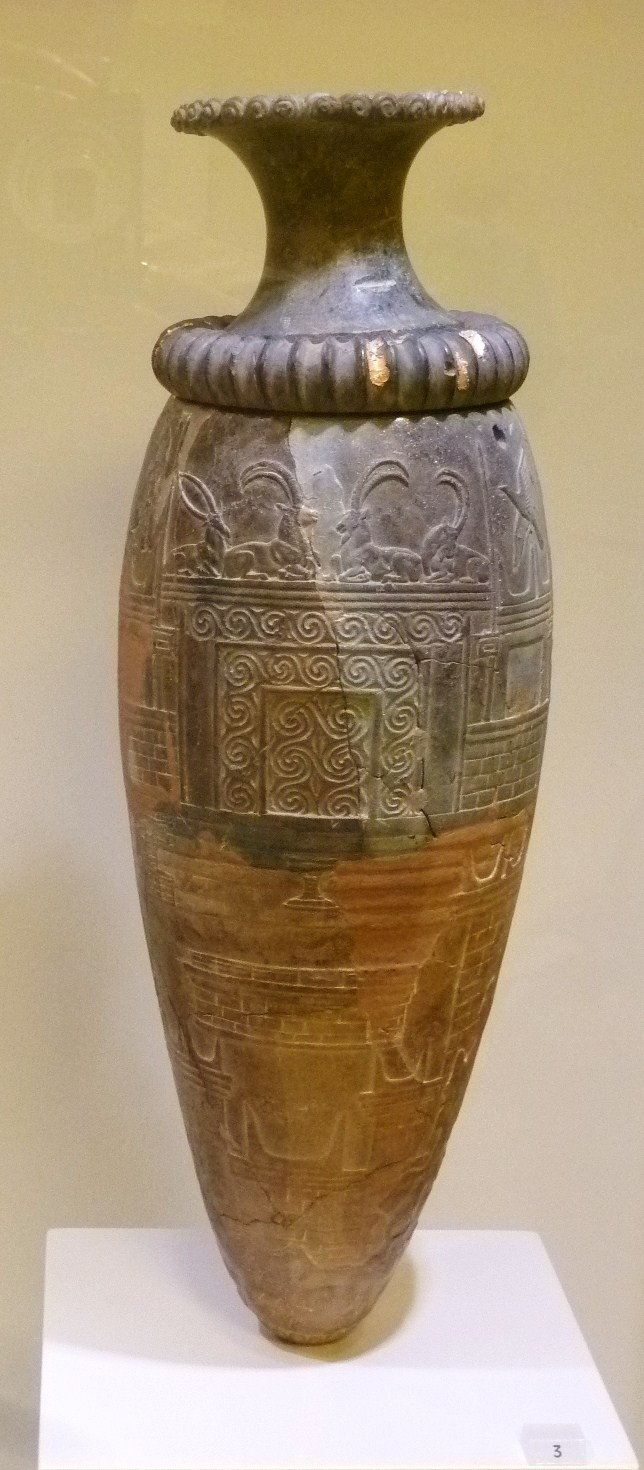
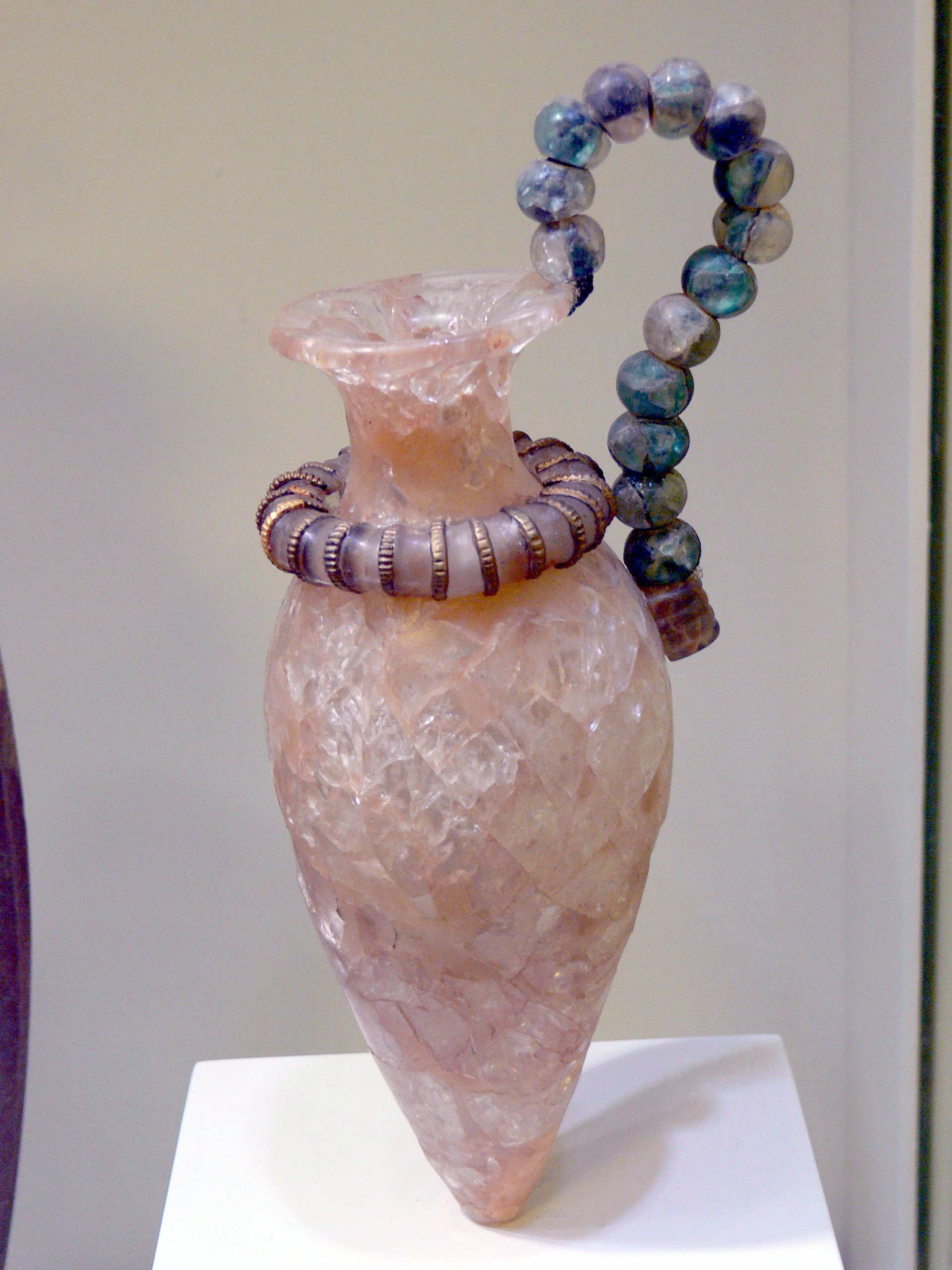
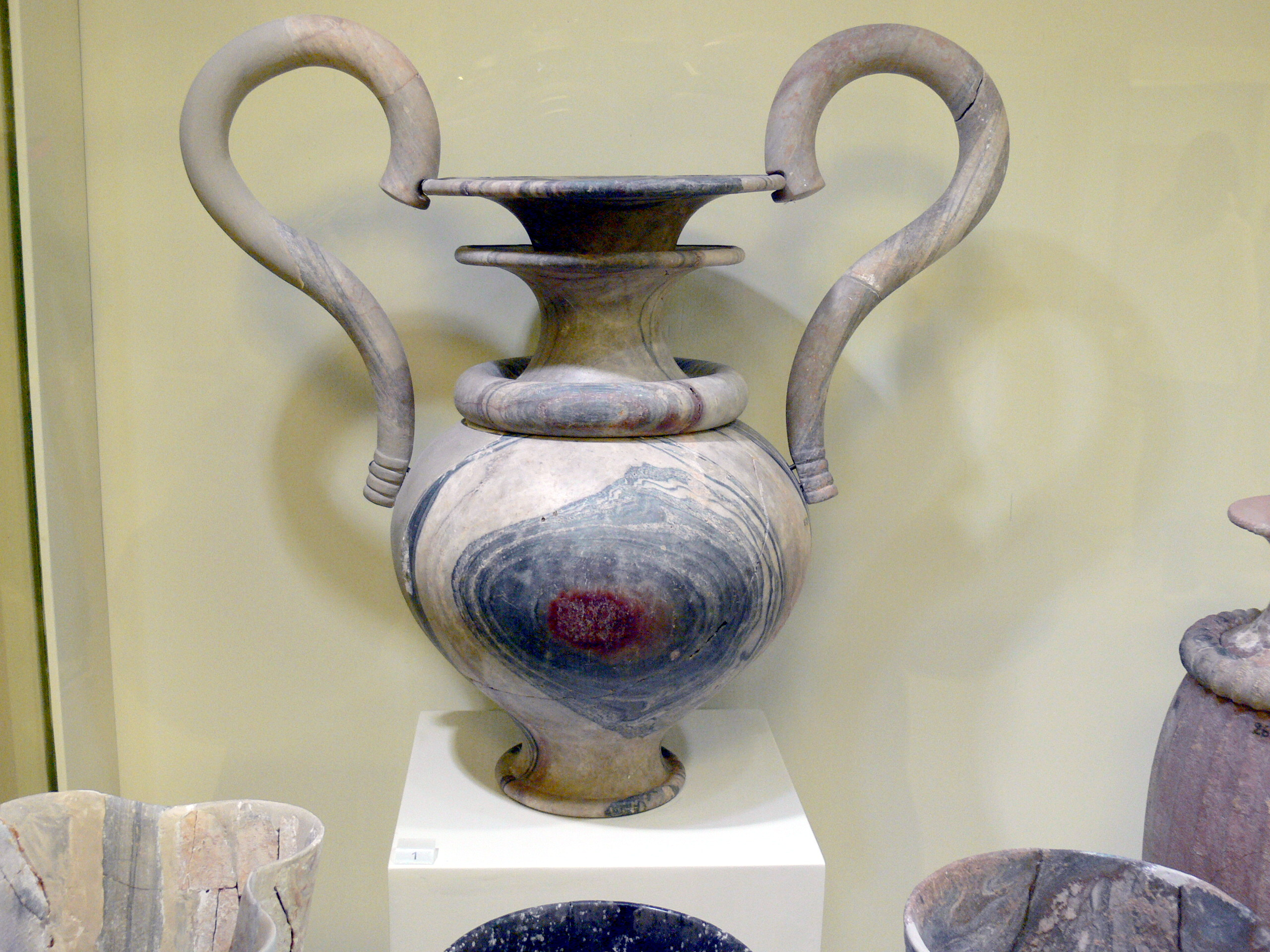
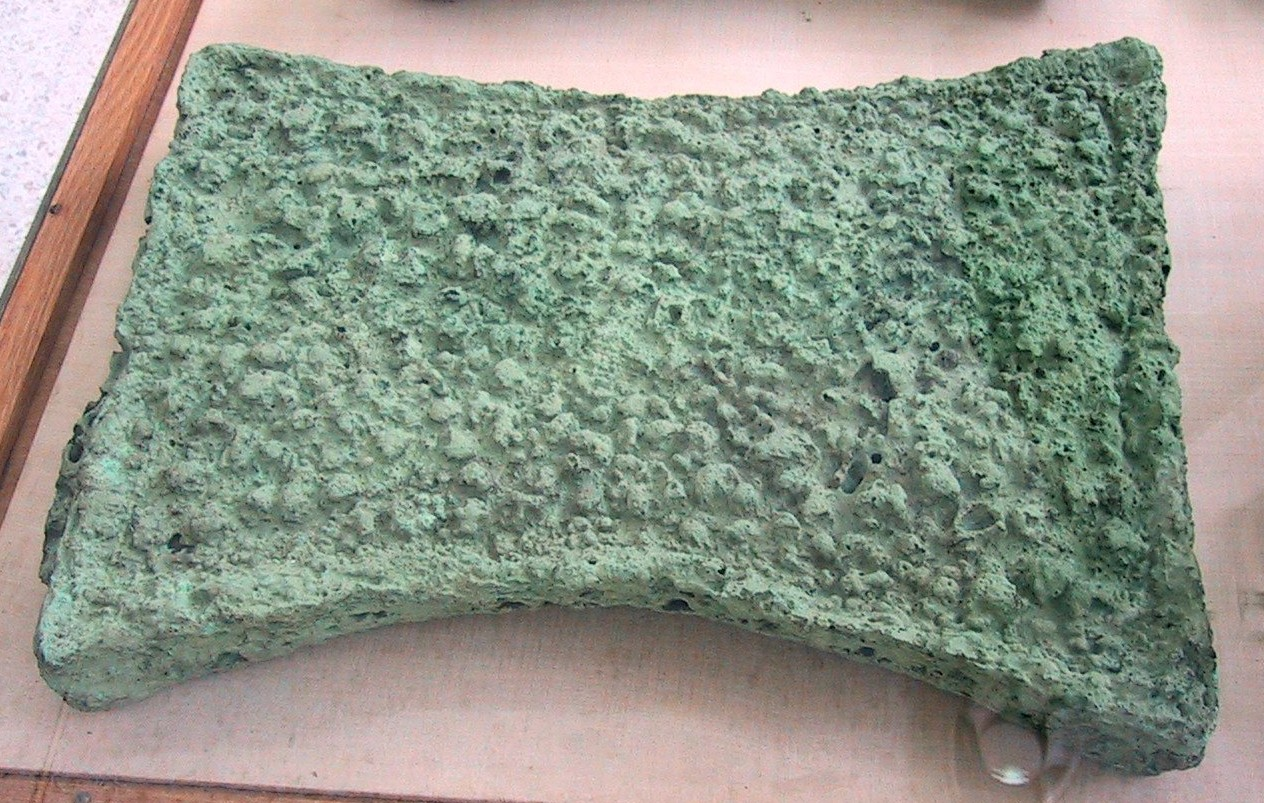
Lingot de cuivre chypriote retrouvé à Zakros, forme sous laquelle ce métal était généralement échangé au Bronze récent.

## Protection
Zakros est inscrite sur la liste du patrimoine mondial en 2025 par l'UNESCO, en tant que partie du bien « Centres palatiaux minoens ».